# Infantas
Infantas ist eine Gemeinde im Norden Portugals.
Infantas gehört zum Kreis Guimarães im Distrikt Braga, besitzt eine Fläche von 6,5 km² und hat 1740 Einwohner (Stand 19. April 2021). Die Gemeinde ist nur gering urbanisiert.